# Brendan O'Callaghan
Brendan O'Callaghan (Bradford, 23 luglio 1955) è un ex calciatore irlandese, di ruolo attaccante.

## Carriera

### Club
Esordisce tra i professionisti appena maggiorenne nella stagione 1973-1974 con la maglia del Doncaster: termina la sua prima annata in prima squadra con 10 reti in 38 presenze nel campionato di Fourth Division, categoria in cui l'anno seguente va invece a segno per 11 volte in 31 incontri giocati. Tra il 1975 ed il 1977 continua a giocare con regolarità ed è per 2 stagioni di fila il miglior marcatore stagionale del Doncaster, rispettivamente con 22 e 15 reti in campionato; nella stagione 1977-1978, invece, dopo aver segnato 7 reti in 30 presenze viene ceduto nella parte finale della stagione allo Stoke City, club di seconda divisione, con cui termina l'annata segnando 6 reti in 15 partite di campionato. In poco meno di 5 stagioni con il Doncaster, totalizza complessivamente 212 presenze e 77 reti in partite ufficiali, grazie alle quali a fine carriera viene anche inserito nella Hall of Fame del club.
Nella stagione 1978-1979 conquista una promozione in prima divisione con lo Stoke, di cui è il miglior marcatore stagionale con 15 reti in 41 partite di campionato; l'anno seguente fa quindi il suo esordio in prima divisione, totalizzandovi 36 presenze e 5 reti. Anche nelle successive 4 stagioni continua a giocare stabilmente da titolare in prima divisione con lo Stoke (mai meno di 37 presenze a campionato), ma segna con minor continuità rispetto alle stagioni precedenti (il massimo numero di gol in un singolo campionato sono i 7 della First Division 1980-1981). Nella stagione 1984-1985, la sua ultima nel club, viene ceduto a stagione in corso dopo aver segnato un gol in 20 partite di campionato, lasciando così le Potteries con un bilancio totale di 294 presenze e 47 reti in partite ufficiali; termina la stagione 1984-1985 all'Oldham Athletic, con cui gioca 9 partite senza mai segnare in seconda divisione. Si ritira poi al termine della stagione 1985-1986, dopo un'ulteriore annata all'Oldham, trascorsa ai margini della rosa (una sola presenza in campionato).
In carriera ha totalizzato complessivamente 462 presenze e 109 reti nei campionati della Football League, di cui 209 presenze e 23 reti in prima divisione, 65 presenze e 21 reti in seconda divisione e 187 presenze e 65 reti in quarta divisione; a questo aggiunge anche un totale di 20 presenze e 2 reti in FA Cup e di 34 presenze e 13 reti nella Coppa di Lega inglese, per un totale di 516 presenze e 124 reti in competizioni professionistiche.

### Nazionale
Ha esordito in nazionale nel 1979; complessivamente tra il 1979 ed il 1982 ha totalizzato 6 presenze in nazionale, senza mai segnare.